# Rick van den Oever
Rick van den Oever (sinh ngày 18 tháng 4 năm 1992) là một cung thủ người Hà Lan đã tham gia Thế vận hội Giới trẻ 2010 tại Singapore, tại đó anh đã đoạt huy chương bạc, thất bại trước Ibrahim Sabry của Ai Cập ở chung kết.